# Julija Lawrentschuk
Julija Iwaniwna Lawrentschuk (ukrainisch Юлія Іванівна Лавренчук; * 24. Mai 1978 in Kiew, Ukrainische Sowjetrepublik) ist eine ehemalige ukrainische Eiskunstläuferin, die im Einzellauf startete.
Die ukrainische Meisterin von 1995 und 1997 nahm im Zeitraum von 1995 bis 1999 an Welt- und Europameisterschaften teil. Bei der Europameisterschaft 1997 in Paris gewann sie die Bronzemedaille. Bei Weltmeisterschaften war ihr bestes Ergebnis der neunte Platz, den sie 1997 und 1999 erreichte. Bei ihren einzigen Olympischen Spielen belegte Lawrentschuk 1998 den elften Platz.

## Ergebnisse
| Wettbewerb / Jahr           | 1995 | 1996 | 1997 | 1998 | 1999 |
| --------------------------- | ---- | ---- | ---- | ---- | ---- |
| Olympische Winterspiele     |      |      |      | 11.  |      |
| Weltmeisterschaften         | 11.  | 17.  | 9.   | 12.  | 9.   |
| Europameisterschaften       | 11.  | 18.  | 3.   | 12.  | 8.   |
| Ukrainische Meisterschaften | 1.   | 3.   | 1.   | 2.   | 2.   |